# Acaulimalva weberbaueri
Acaulimalva weberbaueri är en malvaväxtart som först beskrevs av Oskar Eberhard Ulbrich, och fick sitt nu gällande namn av Krapovickas. Acaulimalva weberbaueri ingår i släktet Acaulimalva och familjen malvaväxter. Inga underarter finns listade i Catalogue of Life.